# Gmina Janjina
Gmina Janjina (chorw. Općina Janjina) – gmina w Chorwacji, w żupanii dubrownicko-neretwiańskiej. W 2011 roku liczyła 551 mieszkańców.

## Miejscowości
Gmina składa się z następujących miejscowości:
- Drače
- Janjina
- Osobjava
- Popova Luka
- Sreser